# Eduard Erslev
Eduard Erslev, född 13 december 1824 i Jægersborg nära Köpenhamn, död 1 januari 1892, var en dansk geograf, far till Anna Erslev, bror till Jacob Erslev, samt farbror till Kristian Erslev.

## Biografi
Erslev tog 1850 magisterkonferensen i naturhistoria och var 1850-71 lärare först i Roskilde, senare i Aarhus. Sistnämnda år lämnade han skolans tjänst med titel av professor. 
Erslev utgav en populär geografisk, skildring: Den danske stat (1855-57), i vilken han följde Joakim Frederik Schouws grundsatser rörande geografins behandling, och sedan 1865 en rad läroböcker i geografi för olika stadier av undervisningen och efter en väsentligen ny plan. 
Erslevs geografier och kartböcker användes under lång tid mycket i Danmark (11-16 upplagor) samt har delvis varit förebilder för senare arbeten av samma slag och även bearbetats i Finland, Norge och Sverige (mest spridd blev "Lärobok i geografi för Sveriges folkskolor, 1873; 17:e upplagan 1906). 
Sedan Erslev 1876 fått Det danske geografiske selskab till stånd, var han intill 1886 detta sällskaps egentlige ledare såsom sekreterare och redaktör av dess tidskrift. 1885 utgav han Nye oplysninger om brødrene Zenis rejser och 1886 Jylland, studier og skildringer til Danmarks geografi.
Han var den första att tilldelas Litteris et Artibus 1858.

## Utmärkelser
- Litteris et Artibus,  1858
- Förtjänstmedaljen i guld,  1858[1]
- Riddare av Dannebrogorden,  1864[1]

[Redigera Wikidata]